# توفا فيلدشيا
توفا فيلدشيا (بالإنجليزية: Tovah Feldshuh)‏ (و. 1952  م) هي ممثلة تلفزيونية، وممثلة أفلام، وكاتِبة، وكاتبة مسرحية، وممثلة مسرحية أمريكية، ولدت في نيويورك، بدأت مشوارها المهني سنة 1973.

## التعليم
تعلمت في كلية سارة لورانس
.

## جوائز وترشيحات
حصلت على جوائز منها:

جائزة المسرح العالمي (1976)
ترشحت لـ:
- جائزة توني لأفضل ممثلة مسرحية  [لغات أخرى]‏ (2004)
- جائزة توني لأفضل ممثلة بارزة في مسرحية  [لغات أخرى]‏ (1989)
- جائزة توني عن فئة أفضل ممثلة في مسرحية موسيقية  [لغات أخرى]‏ (1979)
- جائزة توني لأفضل ممثلة مسرحية  [لغات أخرى]‏ (1976).

## وصلات خارجية
- توفا فيلدشيا على موقع IMDb (الإنجليزية)
- توفا فيلدشيا على موقع روتن توميتوز (الإنجليزية)
- توفا فيلدشيا على موقع قاعدة بيانات الأفلام العربية
- توفا فيلدشيا على موقع ألو سيني (الفرنسية)
- توفا فيلدشيا على موقع ميوزك برينز (الإنجليزية)
- توفا فيلدشيا على موقع أول موفي (الإنجليزية)
- توفا فيلدشيا على موقع قاعدة بيانات برودواي على الإنترنت (الإنجليزية)
- توفا فيلدشيا على موقع قاعدة بيانات برودواي على الإنترنت (الإنجليزية)
- توفا فيلدشيا على موقع قاعدة بيانات الأفلام السويدية (السويدية)
- توفا فيلدشيا على موقع إن إن دي بي (الإنجليزية)